# Leo Barnhorst
Leo A. "Barney" Barnhorst (11 de maio de 1924 — 25 de agosto de 2000) foi um jogador norte-americano de basquete profissional que disputou cinco temporadas na National Basketball Association (NBA). Foi escolhido pelo Indianapolis Jets na segunda rodada do draft da BAA (hoje NBA) em 1949. Leo participou de dois Jogos das Estrelas da NBA, em 1952 e 1953, e marcou 3 232 pontos na carreira. Foi introduzido no Hall da Fama do Basquetebol da Indiana [en] em 1980.